# RAD140
RAD140 je selektivni modulator androgenog receptora (SARM) koji se koristi u istraživaju tretmana za oboljenja kao što su mišićna atrofija i rak dojke. Ovo jedinjenje razvija kompanija Radius Health, Inc. (RDUS).